# Tamra
Tamra er et pigenavn af hebraisk oprindelse, det betyder "daddel palme".
Andre variationer af navnet er Tamar, Tamara, Tammy og Tammi.

## Eksempler
- Tammi Øst – en dansk skuespiller
- Tamra Rosanes – danskboende musiker fra USA

| Fornavne | Spire Denne artikel om et fornavn er en spire som bør udbygges. Du er velkommen til at hjælpe Wikipedia ved at udvide den. |